# La muerte y la doncella (cuento de Ray Bradbury)
La muerte y la doncella (título original en inglés: Death and the Maiden) es un cuento del escritor estadounidense Ray Bradbury publicado originalmente en la revista The Magazine of Fantasy and Science Fiction de marzo de 1960.  Fue incluido en la antología de cuentos The Machineries of Joy (1964).

## Argumento
Una anciana vive en su casa con las ventanas y la puerta cerradas sin abrirlas nunca, creyendo que así podrá evitar a la Muerte. Pero un día aparece un joven con una botella de un líquido verde ofreciéndole un trato, aunque ella desconfía pues en ese joven cree reconocer a la Muerte.